# Fred Olen Ray
Pour les articles homonymes, voir Ray.
Fred Olen Ray est un producteur de cinéma, réalisateur et scénariste américain, également catcheur et acteur, né le 10 septembre 1954.

## Biographie
Fred Olen Ray a utilisé de nombreux pseudonymes, parmi lesquels Bill Carson, Dr. S. Carver, Roger Collins, Peter Daniels, Nicholas Medina, Nick Medina, Sam Newfield, Fred Ray, Ed Raymond, Randy Rocket, Sherman Scott, Peter Stewart ou encore Freddie Valentine. Dans les années 1980, il a acquis une petite popularité dans le cinéma bis en faisant tourner des actrices comme Brinke Stevens, Michelle Bauer et Linnea Quigley.
En dehors de ses activités cinématographiques, Fred Olen Ray a également été catcheur à un niveau professionnel, sous le nom de Fabulous Freddie Valentine.

## Filmographie

### Réalisateur
- 1977 : The Brain Leeches
- 1980 : Alien Dead
- 1983 : Scalps
- 1985 : Biohazard
- 1986 : The Tomb
- 1986 : Armés pour répondre (Armed Response)
- 1987 : Cyclone
- 1987 : Prison Ship
- 1987 : Commando Squad
- 1987 : Evil Spawn
- 1988 : Warlords
- 1988 : Hollywood Chainsaw Hookers
- 1988 : Deep Space
- 1989 : Terminal Force
- 1989 : The Phantom Empire
- 1989 : Beverly Hills Vamp
- 1990 : Alienator
- 1990 : Mob Boss (The Boss) (direct-to-video)
- 1990 : Spirits
- 1991 : Scream Queen Hot Tub Party (direct-to-video)
- 1991 : Bad Girls from Mars
- 1991 : Wizards of the Demon Sword
- 1991 : Désir fatal (Inner Sanctum)
- 1991 : Haunting Fear
- 1992 : Qui a peur du diable? (Evil Toons)
- 1993 : Dinosaur Girls
- 1993 : Witch Academy
- 1994 : Dinosaur Island
- 1994 : Mind Twister
- 1994 : Possessed by the Night (direct-to-video)
- 1994 : L'Emprise de la peur (Inner Sanctum II)
- 1995 : Star Hunter (vidéo)
- 1995 : L'Attaque de la pin-up géante (Attack of the 60 Foot Centerfolds)
- 1995 : Bikini Drive-In
- 1995 : Droid Gunner
- 1996 : Masseuse
- 1996 : Over the Wire
- 1996 : Fugitive Rage (vidéo)
- 1996 : Friend of the Family II
- 1997 : Little Miss Magic
- 1997 : Maximum Revenge
- 1997 : Bikini Hoe-Down (vidéo)
- 1997 : Night Shade
- 1997 : Hybrid
- 1997 : Masseuse 2 (vidéo)
- 1997 : Invisible Mom (vidéo)
- 1997 : The Shooter
- 1997 : Rapid Assault (vidéo)
- 1998 : Mom's Outta Sight
- 1998 : [[Dear Santa (film, 1998)|]]
- 1998 : Billy Frankenstein
- 1998 : Rêves défendus (Illicit Dreams 2)
- 1998 : Indian Ninja (Inferno)
- 1998 : Invisible Dad (vidéo)
- 1998 : Mom, Can I Keep Her? (vidéo)
- 1999 : Scandal: On the Other Side
- 1999 : Counter Measures (vidéo)
- 1999 : The Kid with X-ray Eyes (vidéo)
- 1999 : Contre-offensive (Fugitive Mind) (vidéo)
- 1999 : Invisible Mom II (vidéo)
- 2000 : Inviati speciali
- 2000 : Alerte finale (Critical Mass)
- 2000 : Les Ailes d'acier (Active Stealth) (vidéo)
- 2000 : Sideshow
- 2000 : Crash dans l'océan (Submerged)
- 2001 : Kept
- 2001 : Emmanuelle 2001: Emmanuelle's Sensual Pleasures (vidéo)
- 2001 : ACW Wrestling's Wildest Matches! (vidéo)
- 2001 : Stranded
- 2001 : Mach 2 (en)
- 2001 : Extrême vidéo (Air Rage) (vidéo)
- 2001 : Emmanuelle 2000
- 2002 : Thirteen Erotic Ghosts
- 2002 : Face aux serpents (Venomous) (vidéo)
- 2002 : Southern Discomfort: Wrestling on the Indie Circuit
- 2003 : Final Examination (vidéo)
- 2003 : Bikini Airways (vidéo)
- 2004 : The Bikini Escort Company (vidéo)
- 2004 : Teenage Cavegirl (vidéo)
- 2004 : Haunting Desires (TV)
- 2004 : Genie in a String Bikini (vidéo)
- 2004 : Tomb of the Werewolf (vidéo)
- 2004 : Bikini a Go Go (vidéo)
- 2005 : Bikini Chain Gang (vidéo)
- 2005 : Insects (Glass Trap)
- 2005 : Bikini Round-Up (vidéo)
- 2006 : Ghost in a Teeny Bikini (vidéo)
- 2006 : Bikini Girls from the Lost Planet (vidéo)
- 2007 : Ouragan nucléaire (Nuclear Hurricane) (TV)
- 2007 : Bewitched Housewives (TV)
- 2007 : Girl with the Sex-Ray Eyes (TV)
- 2007 : The Girl from B.I.K.I.N.I. (vidéo)
- 2007 : An Accidental Christmas (TV)
- 2008 : Tarzeena: Jiggle in the Jungle (TV)
- 2008 : Solar Flare
- 2008 : Périls sur la terre (Polar Opposites) (TV)
- 2008 : Bikini Royale (TV)
- 2008 : Voodoo Dollz (TV)
- 2009 : Dire Wolf
- 2009 : Silent Venom (vidéo)
- 2007-2009 : L'Antre (TV)
- 2010 : American Bandits: Frank and Jesse James (vidéo)
- 2010 : Bikini Royale 2 (vidéo)
- 2010 : Bikini Frankenstein (vidéo)
- 2010 : Twilight Vamps (vidéo)
- 2010 : Bikini Jones and the Temple of Eros (TV)
- 2010 : Turbulent Skies (TV)
- 2010 : Housewives from Another World (vidéo)
- 2011 : Bikini Time Machine (téléfilm)
- 2011 : Super Shark
- 2012 : Une seconde chance pour Noël (A Christmas Wedding Date) (TV)
- 2018 : Marions-nous à Noël ! (TV)

### Producteur
- 1980 : Alien Dead
- 1985 : Biohazard
- 1986 : The Tomb
- 1986 : Armés pour répondre (Armed Response)
- 1987 : Moon in Scorpio
- 1987 : Prison Ship
- 1987 : Commando Squad
- 1987 : Evil Spawn
- 1988 : Warlords
- 1988 : Hollywood Chainsaw Hookers
- 1988 : À l'épreuve des balles (Bulletproof)
- 1988 : Deep Space
- 1989 : Sexbomb
- 1989 : Terminal Force
- 1989 : The Phantom Empire
- 1989 : Beverly Hills Vamp
- 1990 : The Boss (Mob Boss) (vidéo)
- 1991 : Scream Queen Hot Tub Party (vidéo)
- 1991 : Bad Girls from Mars
- 1991 : Wizards of the Demon Sword
- 1991 : Désir fatal (Inner Sanctum)
- 1991 : Haunting Fear
- 1991 : Teenage Exorcist
- 1992 : Qui a peur du diable? (Evil Toons)
- 1993 : Dark Universe
- 1993 : Fatal Justice (vidéo)
- 1993 : Angel Eyes
- 1993 : One Million Heels B.C.
- 1993 : Witch Academy
- 1994 : Dinosaur Island
- 1995 : Star Hunter (vidéo)
- 1995 : L'Attaque de la pin-up géante (Attack of the 60 Foot Centerfolds)
- 1995 : Biohazard: The Alien Force (vidéo)
- 1995 : Sorceress
- 1995 : Jack-O
- 1995 : Bikini Drive-In
- 1995 : Droid Gunner
- 1996 : Fugitive Rage (vidéo)
- 1997 : Little Miss Magic
- 1997 : Bikini Hoe-Down (vidéo)
- 1997 : Night Shade
- 1997 : Hybrid
- 1997 : Masseuse 2 (vidéo)
- 1997 : Invisible Mom (vidéo)
- 1998 : Rêves défendus (Illicit Dreams 2)
- 1998 : Mom, Can I Keep Her? (vidéo)
- 1999 : Contre-offensive (Fugitive Mind) (vidéo)
- 1999 : Invisible Mom II (vidéo)
- 2001 : ACW Wrestling's Wildest Matches! (vidéo)
- 2002 : Thirteen Erotic Ghosts
- 2004 : The Bikini Escort Company (vidéo)
- 2004 : Genie in a String Bikini (vidéo)
- 2006 : Tiki (vidéo)

### Scénariste
- 1980 : Alien Dead
- 1983 : Scalps
- 1988 : Hollywood Chainsaw Hookers
- 2002 : Thirteen Erotic Ghosts
- 2003 : Bikini Airways (vidéo)
- 2004 : The Bikini Escort Company (vidéo)
- 2004 : Haunting Desires (TV)
- 2004 : Bikini a Go Go (vidéo)
- 2005 : Bikini Round-Up (vidéo)
- 2006 : Ghost in a Teeny Bikini (vidéo)
- 2007 : Girl with the Sex-Ray Eyes (TV)
- 2007 : The Girl from B.I.K.I.N.I. (vidéo)
- 2011 : Bikini Time Machine (téléfilm)

### Acteur
- 1977 : The Brain Leeches
- 1980 : Alien Dead : Pool Player
- 1985 : Biohazard : Medic 2
- 1986 : Armés pour répondre (Armed Response) : Soldier 2
- 1987 : Cyclone
- 1987 : Prison Ship : Souris Robot (voix)
- 1987 : Commando Squad
- 1988 : Deep Space : Travailleur 2
- 1990 : Alienator : Technicien 3
- 1991 : Scream Queen Hot Tub Party (vidéo) : Psycho slasher guy
- 1991 : Naked Obsession : Annonceur
- 1991 : Bad Girls from Mars : voleur 2
- 1992 : Munchie : Joueur de piano
- 1993 : Angel Eyes : Eddie
- 1993 : Double Deception (TV) : Directeur
- 1994 : Mind Twister : Photographe
- 1994 : Possessed by the Night (vidéo) : Serveur
- 1994 : L'Emprise de la peur (Inner Sanctum II) : Officier Scott
- 1995 : Rebellious : Ratty
- 1995 : Star Hunter (vidéo) : Tracker
- 1995 : Hard Bounty : Ringo
- 1995 : Vampire Vixens from Venus : homme dans la foule
- 1995 : Beauté interdite (The Wasp Woman) (TV) : Tex
- 1995 : Sorceress : Bill Carson
- 1995 : Bikini Drive-In : Randy Rocket
- 1995 : Droid Gunner : Pilot de combat 1
- 1996 : Babe Watch: Forbidden Parody : Annonceur radio
- 1996 : Theater Dark Video Magazine (TV) : Hôte
- 1996 : Fugitive Rage (vidéo) : Mob Attorney
- 1997 : Maximum Revenge : Lieutenant Burke
- 1997 : Bikini Hoe-Down (vidéo) : Chicken Thief 2
- 1997 : Coup de foudre à Hollywood (Just Write) : Couple à Mandalay
- 1997 : Invisible Mom (vidéo) : Cabbie
- 1997 : Alien Escape : Boris
- 1998 : Indian Ninja (Inferno) : Chef d'Interpol
- 1999 : Ride with the Devil : réalisateur miteux
- 1999 : Ghost Taxi
- 2002 : Thirteen Erotic Ghosts : Professeur Ted Isor
- 2003 : Zombiegeddon (en) (vidéo) : Fred (voix)

## Publication
- (en) Fred Olen Ray, The New Poverty Row : Independent Filmmakers as Distributors, Jefferson ; London : McFarland, 1991.